# 锡尔瓦什
锡尔瓦什（匈牙利語：Szilvás）是匈牙利巴兰尼亚州所辖的一个村。总面积6.04平方公里，总人口168，人口密度27.8人/平方公里（2011年1月1日）。